# Friday on My Mind
Singles de The Easybeats
Sorry
(1966) Do You Have a Soul
(1967)
Friday on My Mind est une chanson du groupe de rock australien The Easybeats, devenue un succès international à sa sortie, en 1966 : no 1 en Australie, no 6 au Royaume-Uni et no 16 aux États-Unis, entre autres.
En 2001, elle a été élue « meilleure chanson australienne de tous les temps » par l'APRA, devant Eagle Rock de Daddy Cool et Beds Are Burning de Midnight Oil.

## Musiciens
- Harry Vanda : guitare lead
- George Young : guitare rythmique
- Stevie Wright : chant
- Dick Diamonde : basse
- Gordon « Snowy » Fleet : batterie

## Reprises
- The Shadows sur l'album Jigsaw (1967)
- Erick Saint-Laurent, Vendredi m'Obsède (1967)
- Les Hou-Lops, Vendredi m'obsède (adaptation française) (1967)
- David Bowie sur l'album Pin Ups (1973)
- Earthquake sur l’album Rocking the World (1975)
- London sur l'EP Summer of Love (1977)
- Peter Frampton sur l'album Breaking All the Rules (1981)
- Gary Moore sur l'album Wild Frontier (1987)
- Richard Thompson sur l'album 1000 Years of Popular Music (2003)
- Burning Heads sur l'album Spread The Fire (2009)
- Me First and the Gimme Gimmes sur l'EP Go Down Under (2011)

## Réutilisations
Friday on My Mind apparait dans la bande originale du film Good Morning England (2009).